# The Edge of Glory
„The Edge of Glory” este un cântec al interpretei americane Lady Gaga pentru cel de-al doilea ei album de studio, Born This Way (2011). În ciuda faptului că piesa a fost lansată inițial drept unul dintre cele două single-uri promoționale, „The Edge of Glory” a fost lansat la 9 mai 2011 ca cel de-al treilea disc single extras de pe album, în urma succesului din piețele muzicale digitale din întreaga lume. Cântecul compus și produs de Gaga și Fernando Garibay este o melodie încadrată în genurile muzicale pop, electro-rock și disco ce vorbește despre ultimele momente ale vieții. Potrivit cântăreței, inspirația din spatele cântecului a reprezentat decesul bunicului ei, eveniment care a avut loc în luna septembrie a anului 2010. Împreună cu secvența solo de saxofon interpretată de Clarene Clemons, linia melodică a piesei aduce aminte de lucrările ale lui Bruce Springsteen, și conține numeroase elemente similare cu muzica adult contemporary din anii '80.
„The Edge of Glory” a primit laude din partea criticilor de specialitate, aceștia considerându-l un punct culminant al albumului. Mare parte din aprecieri au fost datorită refrenului și producției muzicale. Redactorii au complimentat, de asemenea, vocea solistei, descriind-o drept „expresivă”. Cântecul a fost un succes comercial în întreaga lume, devenind un șlagăr de top zece în numeroase țări, inclusiv în Australia, Belgia, Canada, Noua Zeelandă, Norvegia, Regatul Unit și Spania. În Statele Unite, „The Edge of Glory” a ocupat locul trei în clasamentul Billboard Hot 100, devenind cel de-al zecelea hit de top zece consecutiv al cântăreței.
Un videoclip muzical pentru piesă a fost filmat mai târziu, în luna mai, sub regia lui Gaga și echipa ei de producție, Haus of Gaga. În comparație cu videoclipurile anterioare ale lui Gaga, acest clip este unul simplu, artista fiind prezentată dansând și mergând pe o stradă singuratică. Diferențele au inclus și lipsa unei coregrafii complicate, a dansatorilor, precum și utilizarea unui singur costum, realizat de Versace. Criticii au lăudat simplitatea videoclipului, comparându-l cu lucrări ale lui Michael Jackson, Janet Jackson și Madonna. Gaga a interpretat „The Edge of Glory” în numeroase gale de premii, festivaluri muzicale, precum și în turneele ei.

## Informații generale

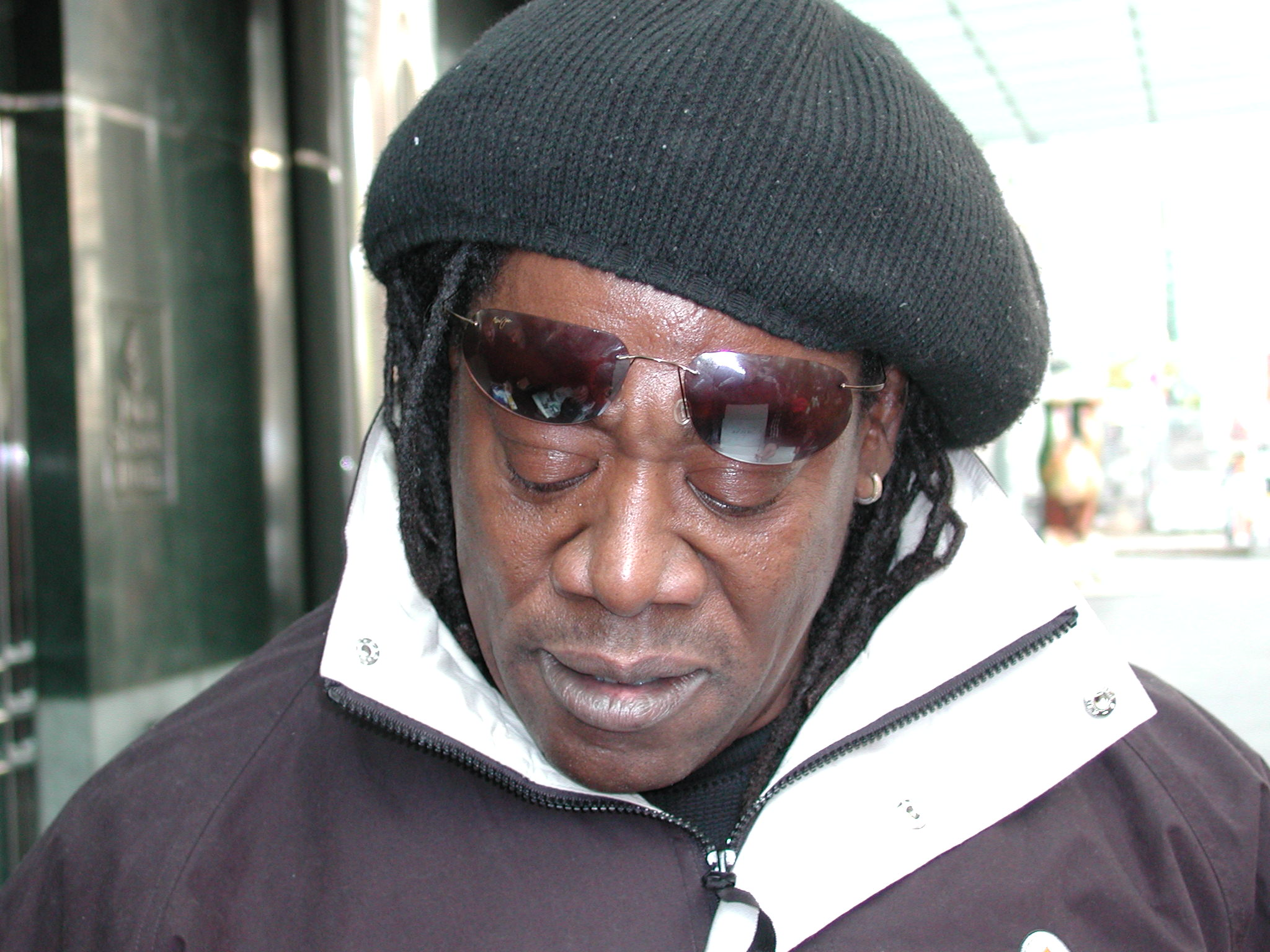
Clarence Clemons din formația E Street Band a cântat la saxofon pentru cântecul „The Edge of Glory”.

Cântecul „The Edge of Glory” a fost compus și produs de Lady Gaga, Fernando Garibay și DJ White Shadow, producția fiind realizată de Gaga și Garbay. Originile cântecului au apărut prima oară în luna ianuarie a anului 2011, atunci când solista a dezvăluit o parte din versuri printr-o postare pe contul ei de Twitter. White Shadow a dezvăluit faptul că, atunci când s-au întors în Europa pentru turneul The Monster Ball Tour, Gaga a plecat câteva zile pentru a fi alături de bunicul ei bolnav. După ce acesta a murit, cântăreața i-a spus lui White Shadow că a compus un cântec despre moartea bunicului ei și cât de mult a influențat-o. Gaga a explicat în timpul unui interviu cu Jon Pareles pentru ziarul The New York Times povestea din spatele cântecului:
„[«The Edge of Glory»] a fost despre momentul în care bunica mea stătea aproape de bunicul meu, în timp ce el murea. A fost acest moment în care m-am uitat la ea, și am socotit că el a câștigat în viață. Ceva la modul «Sunt un campion. Am câștigat. Iubirea noastră m-a făcut un câștigător». Ei au fost căsătoriți timp de 60 de ani. M-am gândit la acea idee, acel moment glorios în viață, când decizi că este bine să pleci, nu mai sunt alte cuvinte de spus, nu mai e nimic de făcut, nu mai ai munți pe care să te urci. Ești pe faleză, îți pui pălăria în cap, și pleci. Asta am simțit eu în momentul la care am fost martoră.”
Alte informații legate de cântec au fost dezvăluite de Gaga într-un interviu pentru Google, solista explicând faptul că piesa este despre unul din momentele finale de pe Pământ, înainte de moarte. O altă inspirație din spatele cântecului a fost filmul actorului Sylvester Stallone, Rocky (1976), filmul preferat al artistei. Cântăreața a simțit că piesa vorbește despre a privi către viață direct, cu sentimentul că el sau ea este un campion—asemănător cu emoția afișată de personajul Rocky Balboa în film.
La 5 mai 2011, casa de discuri Interscope Records a trimis un e-mail către stațiile radio din Statele Unite, declarând că „The Edge of Glory” urmează să fie lansat luni, 9 mai 2011, ca primul din cele două single-uri promoționale pentru albumul Born This Way. Cântecul a contribuit ca prima melodie din cadrul campaniei „Numărătoarea inversă până la Born This Way” organizată pe iTunes Store. Cu toate acestea, după lansarea sa, „The Edge of Glory” a început să obțină un număr considerabil de descărcări digitale, determinând-o pe Gaga să transforme piesa în cel de-al treilea extras pe single de pe Born This Way. Pe contul ei de Twitter, cântăreața a dezvăluit și coperta cântecului. Imaginea o prezintă pe solistă la bustul gol, stând cu gura deschisă și având proeminențe ce ies din față și umeri, în timp ce părul este vâlvoi și în bătaia vântului.

## Structura muzicală și versurile
„The Edge of Glory” conține sintetizatoare aranjate într-un stil cu influențe de smooth jazz, precum și un solo de saxofon. Cântecul are un sunet mai puțin electronic și o structură mult mai simplistă, iar versurile vorbesc mai mult despre romantism decât despre inspirația individuală. Garibay a dezvăluit că piesa a fost înregistrată folosind tonul vocal natural al cântăreței, iar înregistrarea melodiei a fost realizată într-o singură dublă. Artista l-a rugat pe producător să folosească sunetele unor bătăi de inimi la începutul cântecului. De asemenea, Garibay a mai spus că decizia de a adăuga un saxofon solo a fost o „mișcare îndrăzneață” pentru cântăreață, de vreme ce radiourile cu format contemporary hit radio nu aveau niciun disc single cu un saxofon solo în playlist-ul lor.
Din punct de vedere muzical, „The Edge of Glory” este un o piesă pop, electro-rock, și disco ce începe cu Gaga cântând versul „There ain't no reason you and me should be alone tonight, yeah baby, tonight, yeah baby” (ro.: „Nu-i niciun motiv pentru care tu și cu mine să fim singuri în seara asta, dragule, în seara asta, dragule”). Potrivit lui Jocelyn Vena de la MTV, producția cântecului evocă muzica pop adult-contemporary „de la finalul anilor '80—începutul anilor '90, atunci când refrenurile puternice erau nelipsite din cântece.” Jason Lipshultz de la revista Billboard a considerat că piesa „se sprijină de muzica electronica voioasă” ce sună falnic în refren, Gaga cântând „I'm on the edge of glory and I'm hanging on a moment of truth” (ro.: „Sunt pe culimile gloriei și atârn de momentul adevărului”). Evan Sawdey de la site-ul PopMatters a observat numeroase elemente rock în compoziția melodiei. Vena a considerat, de asemenea, că ceea ce a făcut piesa să iasă în evidență față de celelalte cântece de la radio a fost solo-ul de saxofon interpretat de Clemons chiar în mijlocul piesei, în timp ce solista cântă puternic „I'm on the edge with you.” Robert Copsey de la Digital Spy a opinat că structura muzicală este un amestec de chitare electronice și puternice și sintetizatoare cu influențe din muzica de club. Cântecul și albumul se încheie cu un coda lung, alături de sunetul saxofonului ce dispare treptat.
Potrivit unei partituri publicate pe Musicnotes.com de Sony/ATV Music Publishing, „The Edge of Glory” are un tempo de 128 de bătăi pe minut. Compus în tonalitatea La major, cântecul urmărește o progresie de acorduri simplă de La–Mi–Re în versuri, și La–Mi–Fa♯ minor–Re în refren, vocea lui Gaga variind de la nota La3 la Re5. Referințele lui Gaga în utilizarea saxofonului solo au fost trupa E Street Band și artistul Bruce Springsteen; solista l-a rugat în cele din urmă pe Clarence Clemons de la E Street Band să cânte la saxofon. Clemons a declarat în timpul unui interviu pentru Rolling Stone în ianuarie 2011 că a fost contactat de echipa de impresariat lui Gaga, aceștia dorindu-și ca el să contribuie în calitate de muzicant pentru albumul Born This Way. De vreme ce apelul a avut loc într-o zi de vineri, Clemons a răspuns că poată să ajungă în ziua de luni sau marți, însă Gaga a fost hotărâtă să-l aibă în studioul de înregistrări din New York chiar în acea zi. Clemons a zburat de la Florida la New York și a ajuns la studioul de înregistrări din Manhattan la miezul nopții. Artista și-a dorit ca el să cânte la saxofon pe mai multe piese, una dintre acestea fiind „The Edge of Glory”. Cântăreața i-a spus în mod simplu lui Clemons „Noi vom pune cântecele și tu doar trebuie să cânți”. Înregistrarea s-a încheiat la ora trei dimineața după câteva duble, Clemons adăugând că a fost surprins să fie plătit, de vreme ce ar „fi făcut-o pe gratis. Nu pot să cred că ceva care mă face să mă simt atât de bine mă ajută să câștig și bani.”

## Recepția criticilor
„The Edge of Glory” a primit, în general, aprecieri și laude din partea criticilor de specialitate. Matthew Perpetua de la revista Rolling Stone a opinat într-o recenzie pozitivă că „Această piesă sună extravagantă în tipăritură [...] dar cumva totul pare natural atunci când în sfârșit o auzi.” Perpetua a adăugat că există un element ieftin în cântec, dar totuși, este captivant și atrăgător atunci când îl asculți. El a mai complimentat includerea lui Clemons, reprezentând „o legătură plină de inspirație care amplifică vibrația de rock într-un stadion din anii '80”, descriind interpretarea lui Clemons ca uimitoare și printre cele mai bune din cariera sa. Într-o altă recenzie, Perpetua a mai considerat că „The Edge of Glory” „un imn pop instantaneu”. Jody Rosen de la aceeași publicație a complimentat ante-refrenul, refrenul și saxofonul din cântec. Jocelyn Vena de la MTV News a afirmat că melodia prezintă o parte mai delicată a lui Gaga, în comparație cu single-urile anterioare de pe Born This Way. Willa Parkisn de la revista New York a fost impresionat de cântec, spunând că „Dacă primele două piese de pe viitorul Born This Way au fost toate dance-rock, acest cântec este la fel de plăcut ca șlagălurile anilor '80 de pe coloana sonoră a filmului Flashdance, iar saxofonul o dovedește fără îndoială.” Paskin a mai considerat că piesa are potențial de a deveni un hit al verii, însă ar putea să întâmpine competiție cu piesa lui Katy Perry, „Last Friday Night (T.G.I.F.)”.

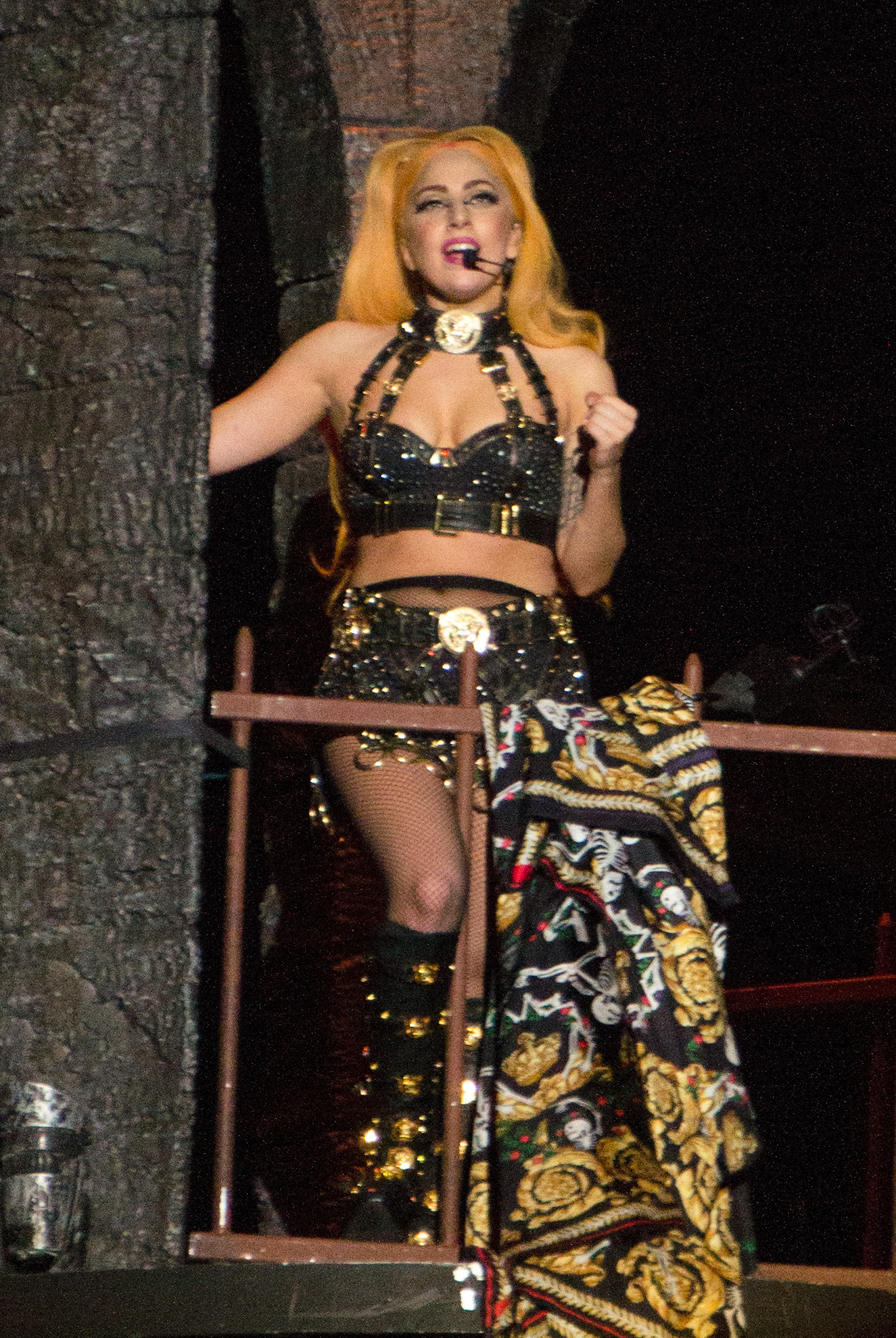
Lady Gaga interpretând „The Edge of Glory” într-un concert din cadrul turneului Born This Way Ball în 2012.

Jason Lipshutz de la revista Billboard a spus că „The Edge of Glory” a fost „un risc asumat, [dar] se concentrează mai mult pe romantism decât pe inspirația individuală.” Lewis Corner de la Digital Spy i-a oferit piesei cinci din cinci stele, opinând că: „Gaga ne oferă un refren elegant și mai umplut decât o chiftea – îndesat cu beat-uri de mărimea unui stadion și sintetizatoare techno masive; în timp ce partea de saxofon a lui Clarence Clemons este adusă pentru a-i seduce pe petrecăreți, aducând sunetele de saxofon rar folosite în ziua de astăzi.” Kevin O'Donnell de la revista Spin a fost de părere că, în cântec, Gaga „revine la origini”. Acesta a mai numit piesa „un imn cu o mulțime de referințe ale muzicii pop din anii '80”, concluzionând că „Mulțumită lui «The Edge of Glory», Gaga ne demonstrează că nu a lăsat celebritatea la nivel mondial să-i fure partea artistică, și încă este capabilă să ne aducă piese dance, precum «Just Dance» sau «Poker Face».” Atât Andy Gill de la ziarul The Independent, cât și James Reed de la ziarul The Boston Globe, au lăudat saxofonul solo interpretat de Clemons în melodie.
Nardine Saad de la publicația Los Angeles Times a opinat că „The Edge of Glory” este mai puțin șocant decât lansările anterioare ale cântăreței. Saad a mai considerat că piesa este mai lentă și mai puțin electro decât „Judas”. Priya Elan de la revista NME a scris că piesa a fost „un moment pop”, fără ca solista să încerce prea mult să aducă discursuri despre probleme societății și conflictele religioase; Elan a complimentat, de asemenea, saxofonul lui Clemons. O opinie similară a fost împărtășită de Dan Martin de la publicația menționată anterior, acesta fiind de părere că „The Edge of Glory” este un cântec „strălucitor” și numindu-l „cea mai încântătoare serenadă pop” cu care Gaga a venit vreodată. Robert Copsey de la Digital Spy a comentat că piesa este „un imn de-a dreptul încântător și la fel de euforic precum «Born This Way» (sau chiar mai mult).” Cu toate acestea, el a găsit similarități între „The Edge of Glory” și single-ul lui Cher din anul 2002, „Song for the Lonely”.
Megan Gibson de la revista Time a fost dezamăgită de cântec, opinând că nu a fost „deosebit de bun” și numindu-l ieftin, neinspirat și banal. Matthew Cole de la revista Slant Magazine a scris într-o recenzie mixtă că piesa i-a coborât așteptările pentru album, fiind de părere că solo-ul saxofonului „a fost un punct culminat al piesei și una dintre ideile originale pe care Gaga le-a avut târziu.” Sal Cinquemani de la aceeași publicație a considerat că piesa „nu este foarte retro, având un start cu câteva sintetizatoare ale trupei Art of Noise înainte de a se transforma în ceea ce pare a fi un cântec tematic al unei telenovele din anii '90, sau o piesă inspirată de sport și cântată de Bonnie Tyler.” Greg Kot de la ziarul Chicago Tribune a oferit, de asemenea, o recenzie mixtă piesei, opinând că „Solo-ul de saxofon a lui Clarence Clemons sună aproape ca o parodie a lui Clarence Clemons.”

## Distincții și recunoașteri
„The Edge of Glory” a primit o nominalizare la categoria „Melodia anului” la cea de-a 38-a ediție a premiilor People's Choice Awards. La finalul anului 2011, publicația Slant Magazine a listat „The Edge of Glory” pe locul opt în topul celor mai bune cântece ale anului, Ed Gonzalez comentând că piesa „este un studiu într-un contrast radical care, odată ce sunt examinate deoparte efectele dinadins ale moștenirii Clarence Clemons, se descoperă că este în adâncul său o baladă incredibilă și delicată. Da, toată lumea cu excepția lui Gaga își face propriile confesiuni pe ringul de dans, însă cine ar fi crezut că ar putea să-și facă strigătele să șoptească?” Revista Billboard a clasat melodia pe aceeași poziție, în timp ce publicația Rolling Stone a poziționat-o pe locul șapte. În luna septembrie a anului 2013, solo-ul de saxofon a fost clasat pe locul doi în lista celor mai bune solo-uri interpretate de artiști colaboratori din istoria muzicii rock, realizată de postul VH1.

## Performanța în clasamentele muzicale

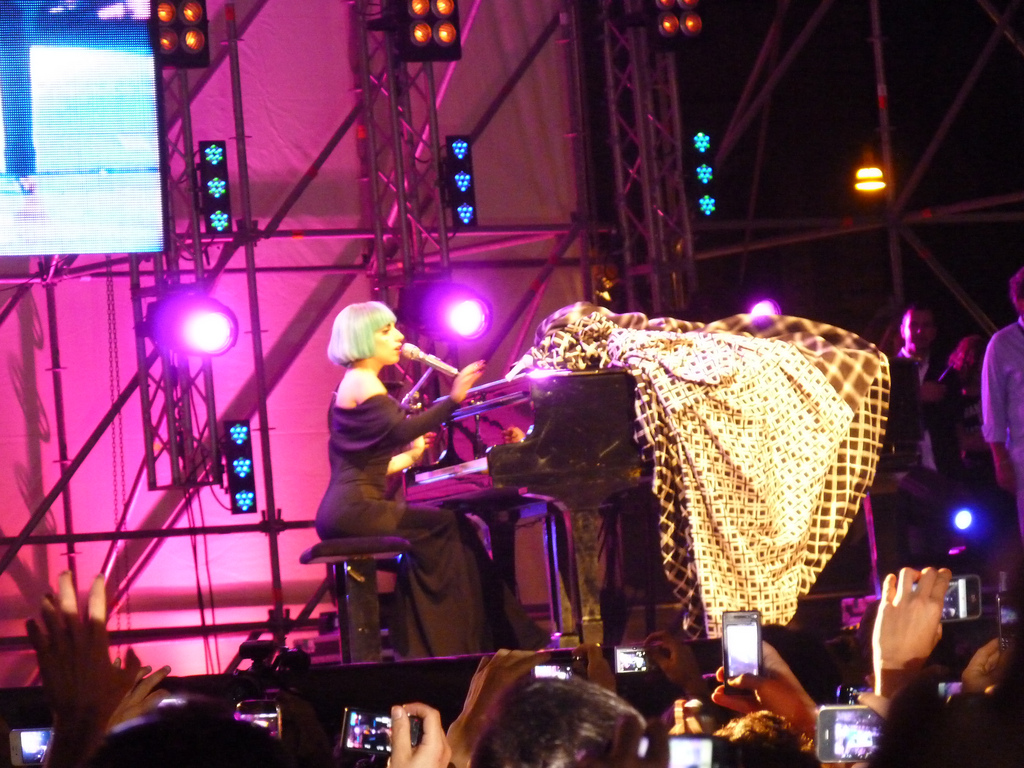
Lady Gaga interpretând o versiune acustică a piesei „The Edge of Glory” la ediția din anul 2011 a Europride.

În Statele Unite, „The Edge of Glory” a debutat pe locul 31 în clasamentul Billboard Pop Songs, la data de 28 mai 2011. De asemenea, cântecul a debutat pe locul doi în topul Hot Digital Songs, înregistrând vânzări de 266.000 de exemplare conform datelor furnizate de Nielsen SoundScan. Melodia a debutat pe locul trei în ierarhia Billboard Hot 100, și pe locul 54 în clasamentul Radio Songs, având o audiență de 20 de milioane de ascultători. Gaga a devenit astfel prima artistă de la Mariah Carey care să reușește să-și claseze primele ei zece single-uri în top zece în Hot 100. În săptămâna următoare, piesa a urcat către locul 18 în clasamentul Pop Songs, având cea mai bună creștere a numărului de difuzări radio. Cu toate acestea, vânzările digitale au întâmpinat o scădere de 64%, fiind vândute 98.000 de copii și rezultând astfel într-o scădere către locul 19 în Hot 100. Single-ul a urcat pe locul 37 în Radio Songs, audiența ascensionând până la 30 de milioane de ascultători. În cea de-a treia săptămână, „The Edge of Glory” a avut încă o dată cea mai mare creștere a difuzărilor în topul Pop Songs, urcând către locul 14 și debutând totodată pe locul 33 în ierarhia Adult Pop Songs. Single-ul a avut, de asemenea, cea mai bună creștere a vânzărilor digitale, 165.000 de exemplare digitale fiind distribuite, precum și o audiență radio de 39 de milioane de ascultători, urcând din nou în top zece în Hot 100, pe locul opt. În cele din urmă, single-ul a ocupat locul patru în clasamentul Radio Songs, locul trei în Pop Songs, locul unu în Hot Dance Club Songs, locul șapte în Adult Contemporary, și locul doi în Adult Pop Songs. „The Edge of Glory” s-a vândut în 2.325 de milioane de copii digitale în 2011, devenind al 29-lea cel mai bine vândut cântec al anului în Statele Unite. Până în aprilie 2016, a depășit pragul de trei milioane de exemplare digitale vândute potrivit Nielsen SoundScan, fiind ulterior premiat cu trei discuri de platină de către Recording Industry Association of America (RIAA).
„The Edge of Glory” a debutat pe locul trei în topul Canadian Hot 100 și pe locul doi în clasamentul Hot Digital Songs, vânzând 26.000 de exemplare digitale. Piesa a debutat, de asemenea, pe locul 42 în clasamentul contemporary hit radio din Canada. Patru săptămâni mai târziu, melodia a reintrat în top zece în Canadian Hot 100, și a ocupat locul zece în ierarhia Contemporary hit radio. În Regatul Unit, single-ul a debutat pe locul șase în topul UK Singles Chart. După a început să coboare treptat timp de câteva săptămâni, cântecul a reapărut în top zece la 26 iunie 2011. Vânzările digitale au avut parte de o creștere de 89.1% datorită unei interpretări realizate la emisiunea Paul O'Grady Live, difuzată la trei ocazii diferite. Interpretarea a ajutat, de asemenea, difuzările radio, urcând până pe locul unsprezece în topul radio. Până în septembrie 2016, „The Edge of Glory” s-a vândut în 606.000 de copii în Regatul Unit, fiind premiat cu discul de platină de către British Phonographic Industry (BPI).
În Australia, melodia a debutat pe locul unsprezece în clasamentul ARIA Singles Chart și, respectiv, pe locul trei în ierarhia RIANZ Singles Chart. După unsprezece săptămâni, cântecul a fost premiat cu două discuri de platină și un disc de aur de către Australian Recording Industry Association (ARIA) și Recording Industry Association of New Zealand (RIANZ) pentru vânzarea a 140.000 și, respectiv, 7.500 de exemplare ale single-ului. În Irlanda, piesa a debutat pe locul 10 în clasamentul Irish Singles Chart la 13 mai 2011, iar poziția maximă a acesteia a fost locul patru. În Franța, cântecul a debutat pe locul șapte în ierarhia French Singles Chart. În Germania, single-ul a debutat pe locul 28 în topul Media Control Charts, și a urcat ulterior pe locul trei. În România, „The Edge of Glory” a avut parte de o performanță slabă în clasamentul Romanian Top 100, debutând pe locul 68 la 17 iulie 2011 și petrecând doar două săptămâni în top. Cântecul s-a vândut în 44.176 de exemplare digitale în Coreea de Sud, debutând pe locul doi în ierarhia Gaon International Online Chart la 22 mai 2011 și urcând mai apoi pe prima poziție în următoarea săptămână, înregistrând vânzări de 48.937 de copii.

## Videoclipul muzical

### Informații generale

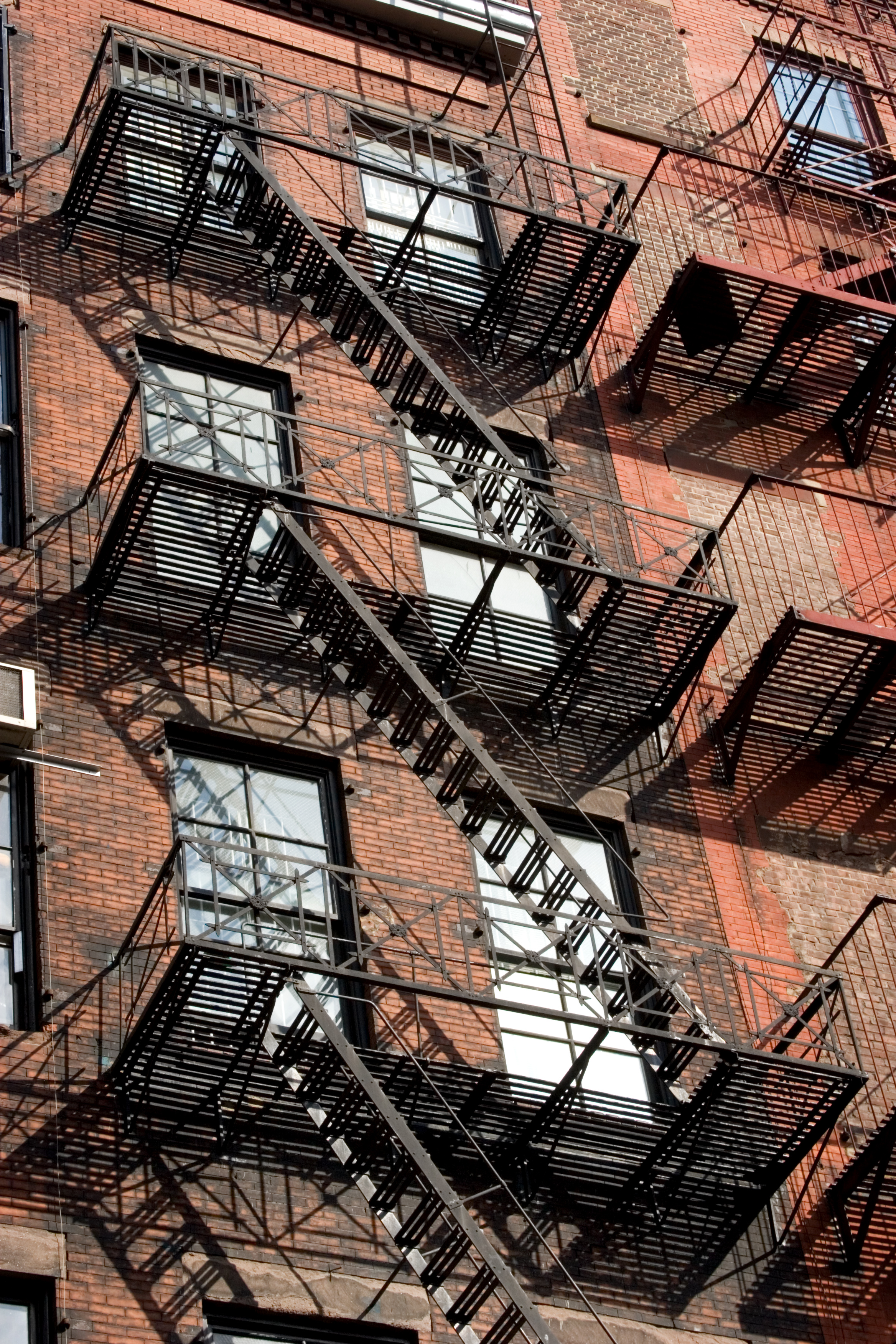
Videoclipul conține o scenă în care Gaga dansează pe o scară de incendiu, asemănătoare cu cele din New York City.

La gala de premii BMI Pop Music Awards, coregrafa cântăreței, Laurieann Gibson, a dezvăluit că vor filma un videoclip pentru „The Edge of Glory” în curând. În ciuda faptului că nu a spus detalii legate de conceptul acestuia, ea a adăugat: „Știu doar că ne va face să ne simțim dubios.” În timpul unui interviu pentru MTV UK, Gaga a spus că deja a compus scenariul videoclipului, adăugând că este preferatul ei. E! Online a raportat că s-a organizat un casting pentru videoclip, agenții căutând un bărbat Puerto Rican sau dominican. Alte roluri au inclus un report sau o reporteriță, un rol de medic ce amintește de emisiunea americană Dr. 90210, și un grup de bărbați din armată pentru scene care ar fi implicat puști. Regizorul videoclipului a fost confirmat ca fiind Joseph Kahn, însă casa de discuri Interscope Records a confirmat mai târziu că Gaga și Kahn au întâmpinat neînțelegeri colaborative, rezultând în despărțirea acestora. Gibson a confirmat mai târziu că au existat „câteva probleme” care au dus la înlocuirea lui Kahn în calitate de regizor.
Echipa creativă a cântăreței, Haus of Gaga, a fost aleasă mai târziu pentru a regiza videoclipul. Chancler Haynes, editorul lui Kahn, a dezvăluit că interpretarea lui Gaga de la Le Grand Journal a fost tema originală a videoclipului, incluzând recuzită pentru o scenă la spital, podul Brooklyn și scena unei sirene sub mare. Cu toate acestea, în ultimul moment înainte de a începe filmările, solista și-a schimbat întregul concept al videoclipului, ceea ce a dus la dezacordul cu Kahn și, prin urmare, anularea filmărilor. Cântăreața a filmat videoclipul împreună cu Clarence Clemons într-un montaj asemănător cu New York City. Artista a explicat mai târziu că ideea ei a fost să-și recunoască succesul pe care l-a experimentat de-a lungul carierei muzicale cu un videoclip muzical simplu, prezentând-o în timp ce dansează în fața unui apartament, asemănător cu cel în care a locuit în New York atunci când era mai tânără. Videoclipul a avut premiera la 16 iunie 2011, în timpul celui de-al optulea sezon al emisiunii So You Think You Can Dance.

### Rezumat
Vestimentația cântăreței pe tot parcursul videoclipului constă într-un singur costum realizat de Gianni Versace. Rochia este alcătuită din elemente S&M cu bijuterii de aur, iar unghiile și rujul sunt într-o nuanță vibrantă. Remarcabilă în videoclip este absența dansatorilor, a unei coregrafii și a unui subiect simbolic: elemente predominante în alte videoclipuri muzicale ale lui Gaga. În afară de solistă, Clemons este singura persoană care apare în videoclip.
Videoclipul începe cu Gaga în timp ce apare încet din spatele unei clădiri, într-un colț de stradă pustiu. Întregul scenariu este scăldat de lumini roșii și violete, provenind din ferestrele clădirilor și aleilor, în timp ce un abur trece prin scurgere. Pe măsură ce primul vers începe, Gaga apare ieșind de pe fereastra unui apartament pe scara de incendiu. Urmează o lungă scenă de urmărire a cântăreței ce traversează luminile roșii, cântând versul „I got a reason that you should take me home tonight” (ro.: „Am un motiv pentru care ar trebui să mă duci acasă în seara asta”), iar o șuviță de păr negru îi cade în ochi. Gaga nu și-o îndepărtează, urmând o altă scenă în care ea merge pe jos, invitând spectatorul să o urmeze. Videoclipul constă în principal în scene intercalate în care solista cântă și dansează pe stradă, pe scările de incendiu și pe treptele din fața blocului, împreună cu Clemons. Spre final, după saxofonul solo a lui Clemons, Gaga se învârte în fața treptelor și sărută trotuarul. Videoclipul se încheie cu solista intrând pe fereastră către apartamentul ei.

### Receptare critică
| Imagine indisponibilă |  | Imagine indisponibilă |
| Criticii de specialitate au considerat că numeroase scene din clip amintesc de videoclipurile „Papa Don't Preach” și „Billie Jean” ale Madonnei și, respectiv, lui Michael Jackson. |  |                       |

Atât Jocelyn Vena de la MTV, cât și Christian Blauvelt de la Entertainment Weekly au comentat similiraitățile dintre videoclip și musicalul Rent. Vena a comparat, de asemenea, videoclipul lui Gaga cu cel al Madonnei pentru single-ul din 1986, „Papa Don't Preach”, și cel a lui Michael Jackson pentru single-ul din 1984, „Billie Jean”. Aceasta a concluzionat prin a spune că videoclipurile „reușesc să strălucească datorită simplității lor”. Într-o altă recenzie, James Montgomery de la MTV a găsit, de asemenea, similarități între videoclip și musicalurile Rent și West Side Story. Blauvelt a fost inițial surprins de abordarea simplă a videoclipului, de vreme ce clipurile anterioare ale lui Gaga au avut imagini provocatoare. El a mai adăugat că videoclip a părut „un omagiu clar” pentru oamenii care au inspirat-o pe Gaga, precum Madonna, concluzionând că „toate referințele din «The Edge of Glory» sunt atât de limpezi încât nici nu ar putea fi considerată o plagiere nerușinată.”
Sal Cinquemani de la Slant Magazine i-a oferit o recenzie pozitivă videoclipului, numindu-l „un triumf vizual” cu o direcție artistică „uluitoare” și o „paletă de culori gri-albastru-negru, reglată cu grijă de rujul și unghiile vibrante ale lui Gaga, dunga roșie vopsită pe bordă, aurul bijuteriilor și bastoanele de piele, precum și alama lui Clarence Clemons”. „The Edge of Glory” a fost comparat cu videoclipurile „The Way You Make Me Feel” a lui Michael Jackson, „When I Think of You” și „The Pleasure Principle” ale lui Janet Jackson, și filmul Între zi și noapte, toate aparținând anilor '80. Cu toate acestea, el a criticat playback-ul „pe jumătate convingător” a lui Gaga. Sarah Anne Hughes de la ziarul The Washington Post a numit videoclipul „șocant de simplu”. Amos Barshad de la revista New York a apreciat abordarea directă pe care a luat-o cântăreața și, cu toate că a numit videoclipul plictisitor în comparație cu eforturile anterioare ale lui Gaga, el a considerat că este o creație bună datorită simplității.
Jarett Wieselman de la ziarul New York Post a încercat să înțeleagă ce a mers greșit la producție, concluzionând că dezacordurile dintre Gaga și Kahn au dus la un videoclip ce este „o bucată de gunoi”. El a mai fost de părere că toată neînțelegerea din jurul producției a fost „prostească”, adăugând în cele din urmă că „ar fi fost o nebunie să ne așteptăm că GaGa nu se va poticni niciodată pentru că, în ciuda imaginii supranaturale pe care o prezintă constant, e doar un om la urma urmei.” Daniel Kreps de la publicația Rolling Stone i-a oferit o recenzie mixtă videoclipului, numind piesa „exagerată” cu un videoclip „slab” și „subestimat”. Leah Collins de la revista Dose a fost mai neutră în recenzia ei, întrebându-se dacă Gaga pur și simplu „s-a domolit cu nostalgia pentru o altă cultură pop care a fost prezentată pe același fundal de New York City” sau doar a încercat „să salveze sarcina cu un buget mai scăzut”. În timpul unei recenzii pentru The Vancouver Sun, Collins a comparat înfățișarea cântăreței în videoclip cu o „prostituată” din filmul science fiction Vânătorul de recompense (1982).

## Interpretări live
Gaga a interpretat prima oară o versiune jazz-acustică a piesei la festivalul BBC Radio 1's Big Weekend în Carlisle, Columbia, pe 15 mai 2011. O altă versiune cântată la pian a fost interpretată la 21 mai 2011, în timpul ultimului episod din cel de-al 36-lea sezon al emisiunii Saturday Night Live, acolo unde solista a purtat o rochie neagră și metalică, cizme înalte până la genunchi și o perucă semi-circulară metalică. Versiunea întreagă a piesei a fost interpretată prima dată în timpul ultimului episod din sezonul zece al emisiunii American Idol, acolo unde cântăreața a apărut cocoțată pe vârful unui munte pe scenă, purtând o pelerină lungă și un accesoriu de cap plin cu bijuterii, fiind totodată acompaniată de Clemons în persoană. Trei dansatori se aflau la baza muntelui, efectuând coregrafia, în timp ce Gaga cânta în vârf. Spre finalul interpretării, Gaga și un dansator se îmbrățișează, respiră adânc și se aruncă de pe marginea scenei, ieșind din vedere pe un pat din pietre false în timp ce abur apare în aer. Len Melisurgo de la The Star-Ledger a considerat că spectacolul a fost prea „sugestiv sexual” pentru publicul American Idol, întrebându-se dacă solista „a mers puțin prea departe pentru o emisiune de familie, orientată spre o audiență mai tânără?” În mod contrar, Adam Graham de la MTV News a opinat că interpretarea a fost unul dintre cele mai memorabile spectacole televizate ale lui Gaga.

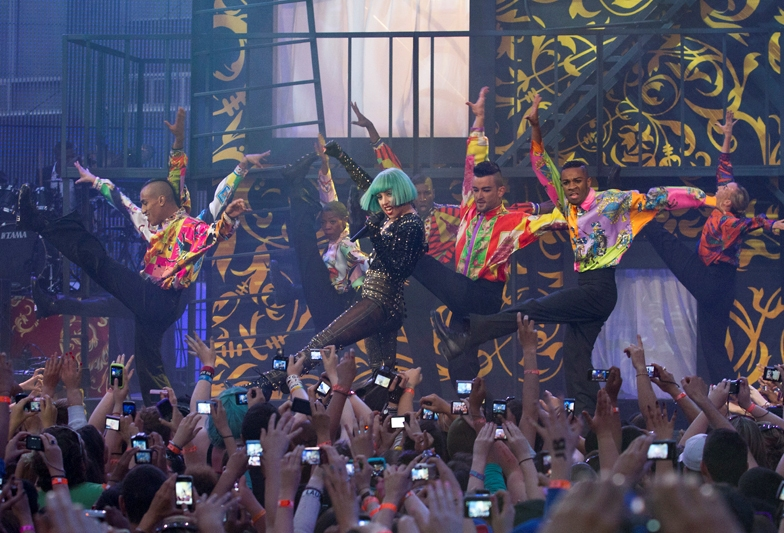
Lady Gaga cântând „The Edge of Glory” la gala din 2011 a premiilor MuchMusic Video Awards.

La 27 mai 2011, cântăreața a interpretat „The Edge of Glory” la emisiunea Good Morning America ca parte a „Summer Concert Series”, purtând o rochie neagră. În cel de-al șaselea sezon al emisiunii Germany's Next Topmodel, Gaga a cântat piesa în ultimul episod. Interpretarea a inclus și o scenă în care solista a fost prezentată ca fiind decapitată într-o ghilotină. Gaga sare apoi cu o perucă ținută în sus înainte de a merge către judecători. Întreaga emisiune a fost difuzată la nivel mondial pe internet. O versiune acustică a piesei a fost mai târziu cântată la ediția din 2011 a Europride organizată în Roma, împreună cu „Born This Way”. La emisiunea X Factor în Paris, Gaga a cântat „The Edge of Glory” și „Judas”. Solista a purat o rochie cu bretele, extensii lungi de păr și o perucă albastră, cântând totodată la o claviatură. La emisiunea franceză Le Grand Journal a fost difuzată o interpretare a piesei cu tema unei sirene. Artista a recreat montajul cu scările de incendiu în timpul spectacolului din cadrul emisiunii Paul O'Grady Live. Ryan Love de la Digital Spy a complimentat coregrafia lui Gaga și a dansatorului ei din timpul secvenței de saxofon.
Cântăreața a deschis ediția din 2011 a galei de premii MuchMusic Video Awards cu o interpretare a „The Edge of Glory”, purtând un costum acoperit de bijuterii și o perucă bob de culoare turcoaz. În timpul turneului promoțional din Japonia, Gaga a interpretat piesele „The Edge of Glory” și „Born This Way” la ediția din 2011 a premiilor MTV Video Music Aid Japan. Solista a început spectacolul atârnând într-o pânză de păianjen gigantică, extensiile de păr fiindu-i prinse de aceasta. Pe măsură ce a început să cânte, Gaga a tras din răsputeri de pânză și a evadat în cele din urmă, alăturându-se dansatorilor pentru a finaliza interpretarea. La 16 octombrie 2011, artista a cântat melodia într-un concert al fundației Clinton organizat la Hollywood Bowl, în Los Angeles. În cadrul turneului Born This Way Ball (2012–2013), „The Edge of Glory” a fost penultima melodie interpretată în concert, artista cântând începutul piesei la pian în vârful unui turn de control și purtând o ținută proiectată de Versace. În anul 2014, Gaga a inclus o versiune scurtă a single-ului în turneul ArtRave: The Artpop Ball.
În luna octombrie a anului 2016, Gaga a apărut la segmentul Carpool Karaoke al emisiunii The Late Late Show with James Corden, iar „The Edge of Glory” a fost unul dintre piesele pe care artista le-a cântat în vehicul. La ediția din 2017 a festivalului Coachella și în cadrul turneului Joanne World Tour (2017–2018), solista a interpretat piesa într-o versiune de pian. În spectacolele turneului, Gaga a dedicat cântecul către membrii familiei ei și prietena ei care a decedat din cauza cancerului, Sonja. Spectacolul a fost numit de numeroși jurnaliști drept un punct culminant, emoționant, și unul dintre cele mai bune momente ale turneului. În octombrie 2017, cântăreața a făcut o apariție surpriză la concertul caritabil One America Appeal din Texas, alăturându-se celor cinci foști președinți ai Statelor Unite să strângă bani pentru persoanele afectate de catastrofele uraganului. Gaga a interpretat „The Edge of Glory” la pian după alte două piese, „Million Reasons” și „You and I”. Single-ul face parte din lista melodiilor pentru spectacolul rezidențial Enigma (2018–2019) organizat în Las Vegas. În urma interpretării piesei „Government Hooker” și single-ului lui David Bowie, „I'm Afraid of Americans”, Gaga dezvăluie publicului că va merge într-un „loc vindecător”. După ce dispare de pe scenă, artista reapare ulterior purtând „o rochie transparentă, cu un costum mulat și decupat pe dedesubt” și începe să cânte „The Edge of Glory”.

## Versiuni cover
Cântărețul pop american Nick Jonas a interpretat o versiune acustică într-un concert organizat în luna iulie 2011 la Westfield Century City, în Los Angeles. Înainte de spectacol, Jonas a anunțat publicului: „V-ați supăra dacă aș cânta câteva piese de la radio care îmi plac acum? Ar fi OK? Singura problemă este că nu știu toate cuvintele. Așa că dacă le știți, cântați cu mine.” După ce a urmărit interpretarea online, Gaga a postat varianta cover pe contul ei de Twitter, alături de textul „Leșin! Nick Jonas cântând The Edge of Glory. Sunt pe drum către o conferință de presă în Taichung, ascultând [versiunea lui]. De vis! X.” Formația britanică Friendly Fries a interpretat o versiune cover în cadrul segmentului Live Lounge al BBC Radio 1. Kevin O'Donnell de la revista Spin a lăudat interpretarea trupei, scriind: „Originalul lui Gaga înfățișează furtuna din vocea ei puternică, însă solistul Ed Macfarlane de la Friendly Fires nu încearcă să aducă aceeași energie. În schimb, ei oferă o variantă romantică și cinematică a melodiei: Macfarlane fredonează cu inima pe tavă și sensibilitatea unui băiat emo peste sunetele sintetizatoarelor ce revarsă peste un puls răcoros și funk. Drăguț!”
Piesa a fost interpretată într-o versiune cover de către actrițele serialului Glee în sezonul trei, episodul „Nationals”. În episod, un grup de fete intitulat Troubletones au cântat „The Edge of Glory” la campionatul competiției corurilor.

## Ordinea pieselor pe disc și formate
| - Descărcare digitală 1. „The Edge of Glory” – 5:20 - CD Single distribuit în Germania 1. „The Edge of Glory” (Radio edit) – 4:20 2. „The Edge of Glory” (Cahill Club mix) – 7:26 | - The Edge of Glory – The Remixes 1. „The Edge of Glory” (Sultan & Ned Shepard remix) – 6:34 2. „The Edge of Glory” (Funkagenda remix) – 7:53 3. „The Edge of Glory” (Bare Noize remix) – 3:48 4. „The Edge of Glory” (Porter Robinson remix) – 6:40 5. „The Edge of Glory” (Cahill Club remix) – 7:27 6. „The Edge of Glory” (Foster the People remix) – 6:10 |

## Acreditări și personal
- Lady Gaga – voce principală, textier, producător, claviatură, acompaniament vocal
- Fernando Garibay – textier, producător, programare, claviatură
- DJ White Shadow – textier și programare tobe
- Clarence Clemons – saxofon
- Kareem „Jesus” Devlin – chitare
- Dave Russell – înregistrare la Studiourile The Living Room, Oslo, Norvegia; mixare audio la Studiourile Germano, New York, New York
- Gene Grimaldi – masterizare la Oasis Mastering, Burbank, California
- George Tanderø – asistent
- Ken Knapstad – asistent
- Kenta Yonesaka – asistent
- Kevin Porter – asistent
- Al Carlson – asistent

Persoanele care au lucrat la cântec sunt preluate de pe broșura albumului Born This Way.

## Prezența în clasamente
| Țară (clasament 2011)                               | Poziția maximă | Referință |
| --------------------------------------------------- | -------------- | --------- |
| Australia (ARIA)                                    | 2              | [ 60 ]    |
| Austria (Ö3 Austria Top 40)                         | 3              | [ 117 ]   |
| Belgia (Ultratop 50 Flandra)                        | 6              | [ 118 ]   |
| Belgia (Ultratop 50 Valonia)                        | 2              | [ 119 ]   |
| Brazilia (Brasil Hot 100 Airplay)                   | 24             | [ 120 ]   |
| Canada (Canadian Hot 100)                           | 3              | [ 121 ]   |
| Canada (AC)                                         | 2              | [ 122 ]   |
| Canada (CHR/Top 40)                                 | 3              | [ 123 ]   |
| Canada (Hot AC)                                     | 1              | [ 124 ]   |
| Cehia (Rádio Top 100)                               | 7              | [ 125 ]   |
| Coreea de Sud (Gaon Digital Chart)                  | 1              | [ 69 ]    |
| Danemarca (Tracklist)                               | 8              | [ 126 ]   |
| Elveția (Swiss Hitparade)                           | 10             | [ 127 ]   |
| Europa (Euro Digital Songs)                         | 2              | [ 128 ]   |
| Finlanda (Suomen virallinen lista)                  | 14             | [ 129 ]   |
| Franța (SNEP)                                       | 7              | [ 66 ]    |
| Germania (Official German Charts)                   | 3              | [ 67 ]    |
| Grecia (Greece Digital Songs)                       | 6              | [ 130 ]   |
| Irlanda (IRMA)                                      | 4              | [ 65 ]    |
| Israel (Media Forest)                               | 3              | [ 131 ]   |
| Italia (FIMI)                                       | 2              | [ 132 ]   |
| Japonia (Japan Hot 100)                             | 8              | [ 133 ]   |
| Liban (The Official Lebanese Top 20)                | 8              | [ 134 ]   |
| Luxemburg (Luxembourg Digital Songs)                | 6              | [ 135 ]   |
| Norvegia (VG-lista)                                 | 2              | [ 136 ]   |
| Noua Zeelandă (RMNZ)                                | 3              | [ 61 ]    |
| Olanda (Dutch Top 40)                               | 36             | [ 137 ]   |
| Olanda (Single Top 100)                             | 9              | [ 138 ]   |
| Portugalia (Portugal Digital Songs)                 | 9              | [ 139 ]   |
| Regatul Unit (OCC)                                  | 6              | [ 56 ]    |
| România (Romanian Top 100)                          | 68             | [ 68 ]    |
| Rusia (Tophit)                                      | 28             | [ 140 ]   |
| Scoția (OCC)                                        | 2              | [ 141 ]   |
| Slovacia (Rádio Top 100)                            | 1              | [ 142 ]   |
| Spania (PROMUSICAE)                                 | 5              | [ 143 ]   |
| Suedia (Sverigetopplistan)                          | 19             | [ 144 ]   |
| Statele Unite ale Americii (Billboard Hot 100)      | 3              | [ 145 ]   |
| Statele Unite ale Americii (Adult Contemporary)     | 7              | [ 146 ]   |
| Statele Unite ale Americii (Adult Top 40)           | 2              | [ 147 ]   |
| Statele Unite ale Americii (Dance Club Songs)       | 1              | [ 148 ]   |
| Statele Unite ale Americii (Dance/Mix Show Airplay) | 14             | [ 149 ]   |
| Statele Unite ale Americii (Mainstream Top 40)      | 3              | [ 150 ]   |
| Statele Unite ale Americii (Rythmic)                | 27             | [ 151 ]   |
| Ungaria (Single Top 40)                             | 6              | [ 152 ]   |

| Țară (clasament 2011)                             | Poziția maximă | Referință |
| ------------------------------------------------- | -------------- | --------- |
| Australia (ARIA)                                  | 39             | [ 153 ]   |
| Austria (Ö3 Austria Top 40)                       | 38             | [ 154 ]   |
| Belgia (Ultratop 50 Dance Valonia)                | 83             | [ 155 ]   |
| Canada (Canadian Hot 100)                         | 14             | [ 156 ]   |
| Elveția (Schweizer Hitparade)                     | 54             | [ 157 ]   |
| Franța (SNEP)                                     | 87             | [ 158 ]   |
| Germania (Media Control Charts)                   | 27             | [ 159 ]   |
| Japonia (Japan Hot 100)                           | 36             | [ 160 ]   |
| Noua Zeelandă (Recording Music NZ)                | 40             | [ 161 ]   |
| Regatul Unit (Official Charts Company)            | 14             | [ 162 ]   |
| Statele Unite ale Americii (Billboard Hot 100)    | 29             | [ 163 ]   |
| Statele Unite ale Americii (Adult Contemporary)   | 17             | [ 164 ]   |
| Statele Unite ale Americii (Adult Top 40)         | 15             | [ 165 ]   |
| Statele Unite ale Americii (Hot Dance Club Songs) | 37             | [ 166 ]   |
| Statele Unite ale Americii (Mainstream Top 40)    | 21             | [ 167 ]   |
| Ungaria (Single Top 10)                           | 24             | [ 168 ]   |

## Vânzări și certificări
| \| Țara \| Vânzări/ puncte \| Certificare \| Referințe \| \| --------------------------------- \| --------------- \| ----------- \| --------- \| \| Australia (ARIA) \| +140.000 \| \| [62] \| \| Coreea de Sud (Gaon Chart) \| +392.479 \| \| [169] \| \| Danemarca (IFPI Danemarca) \| +15.000 \| \| [170] \| \| Elveția (IFPI Elveția) \| +15.000 \| \| [171] \| \| Germania (BMVI) \| +150.000 \| \| [172] \| \| Italia (FIMI) \| +30.000 \| \| [173] \| \| Japonia (RIAJ) (Format PC) \| +100.000 \| \| [174] \| \| Japonia (RIAJ) (Format Ringtone) \| +100.000 \| \| [175] \| \| Noua Zeelandă (RIANZ) \| +7.500 \| \| [63] \| \| Regatul Unit (BPI) \| +606.000 \| \| [58][59] \| \| Suedia (GLF) \| +40.000 \| \| [176] \| \| Statele Unite ale Americii (RIAA) \| +3.000.000 \| \| [53][52] \| | Note - reprezintă „disc de aur”; - reprezintă „disc de platină”; - reprezintă „dublu disc de platină”; - reprezintă „triplu disc de platină”. |             |               |
| Țara | Vânzări/ puncte | Certificare | Referințe     |
| Australia (ARIA) | +140.000 |             | [ 62 ]        |
| Coreea de Sud (Gaon Chart) | +392.479 |             | [ 169 ]       |
| Danemarca (IFPI Danemarca) | +15.000 |             | [ 170 ]       |
| Elveția (IFPI Elveția) | +15.000 |             | [ 171 ]       |
| Germania (BMVI) | +150.000 |             | [ 172 ]       |
| Italia (FIMI) | +30.000 |             | [ 173 ]       |
| Japonia (RIAJ) (Format PC) | +100.000 |             | [ 174 ]       |
| Japonia (RIAJ) (Format Ringtone) | +100.000 |             | [ 175 ]       |
| Noua Zeelandă (RIANZ) | +7.500 |             | [ 63 ]        |
| Regatul Unit (BPI) | +606.000 |             | [ 58 ] [ 59 ] |
| Suedia (GLF) | +40.000 |             | [ 176 ]       |
| Statele Unite ale Americii (RIAA) | +3.000.000 |             | [ 53 ] [ 52 ] |

## Datele lansărilor
| Țară                       | Dată          | Format                            |
| -------------------------- | ------------- | --------------------------------- |
| Statele Unite ale Americii | 9 mai 2011    | Descărcare digitală               |
| Regatul Unit               | 9 mai 2011    | Descărcare digitală               |
| Coreea de Sud              | 10 mai 2011   | Descărcare digitală               |
| Italia                     | 13 mai 2011   | Difuzare radio                    |
| Brazilia                   | 16 mai 2011   | Descărcare digitală               |
| Statele Unite ale Americii | 17 mai 2011   | Difuzare radio                    |
| Germania                   | 8 iulie 2011  | CD single                         |
| Italia                     | 12 iulie 2011 | CD single                         |
| Statele Unite ale Americii | 12 iulie 2011 | Descărcare digitală – The Remixes |
| Regatul Unit               | 19 iulie 2011 | CD single                         |
| Polonia                    | 22 iulie 2011 | CD single                         |
| Taiwan                     | 22 iulie 2011 | CD single                         |